# (34577) 2000 SP336
2000 SP336 (asteroide 34577) é um asteroide da cintura principal. Possui uma excentricidade de 0.13801040 e uma inclinação de 4.35009º.
Este asteroide foi descoberto no dia 26 de setembro de 2000 por NEAT em Haleakala.